# Joseph D. Pistone
 (septembre 2023).
Si vous disposez d'ouvrages ou d'articles de référence ou si vous connaissez des sites web de qualité traitant du thème abordé ici, merci de compléter l'article en donnant les références utiles à sa vérifiabilité et en les liant à la section « Notes et références ».
Joseph Dominick Pistone, alias Donnie Brasco, né le 17 septembre 1939 à Érié (Pennsylvanie), est un ancien agent du FBI qui a travaillé pendant près de six ans sous couverture, de 1976 à 1981, afin d'infiltrer la Famille Bonanno et, à un degré moindre, la Famille Colombo, deux des cinq familles de la Mafia de New York.
Pistone est un des pionniers des agents sous couverture en immersion durant une longue période. J. Edgar Hoover n'a jamais voulu que des agents du FBI travaillent sous couverture parce qu'il considérait que c'était un métier sale et que cela pouvait inciter les agents à changer de camp, mais les résultats du travail de Pistone convainquirent le FBI que leur usage pouvait être un outil crucial pour la résolution d'enquêtes par les forces de l'ordre, bien mieux que les indicateurs. Pistone a été agent du FBI pendant 27 ans et il est considéré comme une légende par la profession.

## Jeunesse et début de carrière
Pistone est né à Érié en Pennsylvanie et grandit à Paterson dans le New Jersey. Il est diplômé du Collège d'État de Paterson (actuellement William Paterson University) avec un B.A pour des études pour être professeur pour les cours élémentaires en 1965, puis il travaille un an en tant que professeur avant de prendre un poste dans le Bureau de l'Intelligence Naval. Pistone rejoint le FBI en 1969. Après avoir tourné sur plusieurs postes, il est transféré à New York en 1974 à la brigade de lutte contre le vol de camions.
Sa capacité à pouvoir conduire des 18 tonnes et des bulldozers l’amène à être sélectionné pour effectuer la première opération d'infiltration sous couverture d'un gang de voleurs de matériel de construction et de camions. Les résultats de l'enquête menèrent à l'arrestation de plus de 30 personnes près de Eastern Seaboard en février 1976, qui formaient à l'époque un des réseaux de voleurs les plus importants et les plus rentables jamais arrêté en Amérique. Son surnom de Donald ("Donnie") Brasco est retenu comme alias.

## Opération Donnie Brasco: 1976-1981
Pistone est choisi pour être agent sous couverture parce qu'il a des origines siciliennes, parle couramment italien et il a des accointances avec la mafia, ayant grandi dans le New Jersey. Il dit aussi qu'il ne transpire pas lorsqu'il est sous pression et qu'il est au courant des codes de conduite et du système mafieux. Le nom de l'opération est "Sun-Apple" (Soleil-Pomme) d'après le surnom des deux lieux où ont lieu les opérations : Miami (Sunny Miami) et New-York (The Big Apple). Après une préparation minutieuse incluant une formation en gemmologie, il choisit l'alias de Donnie Brasco, sa couverture étant d'être un expert en bijoux volés.
En septembre 1976, Pistone sort de son bureau et ne sait pas qu'il n'y retournera que six ans plus tard. Le FBI efface son dossier de leur liste, faisant comme s'il n'avait jamais existé, l'ordre est donné aux employés de répondre qu'ils ne connaissent aucun Joseph Pistone à quiconque demanderait si quelqu'un de ce nom travaille pour le FBI. Ses collègues, amis et informateurs n'ont aucune idée de ce qu'il fait. Pistone explique que pénétrer la mafia n'était pas le but initial pour le FBI, il commence par enquêter sur un groupe de personnes soupçonnées de faire partie d'un réseau spécialisé dans le vol de camions de marchandises. À cette époque, dans New York, les vols sont quotidiens, près de 5 à 6 par jour. L'opération sous couverture doit durer environ 6 mois.
À la même époque où Pistone est en train d'enquêter sur la famille Bonanno, Bob Delaney, un officier de la police du New-Jersey sous-couverture, connu dans le milieu comme "Bobby Covert" ou "Bobby Smash", commence à enquêter sur le crime organisé présent dans le New-Jersey. Durant l'enquête, il maintient une association avec les familles du crime pour pouvoir prouver qu'elles font pression sur les entreprises par le biais des syndicats contre rémunération. Tous les deux rencontrent le caporegime de la famille Colombo, Nicholas Forlano, bien qu'à cette période aucun d'entre eux ne sût que l'autre était aussi un agent sous couverture.

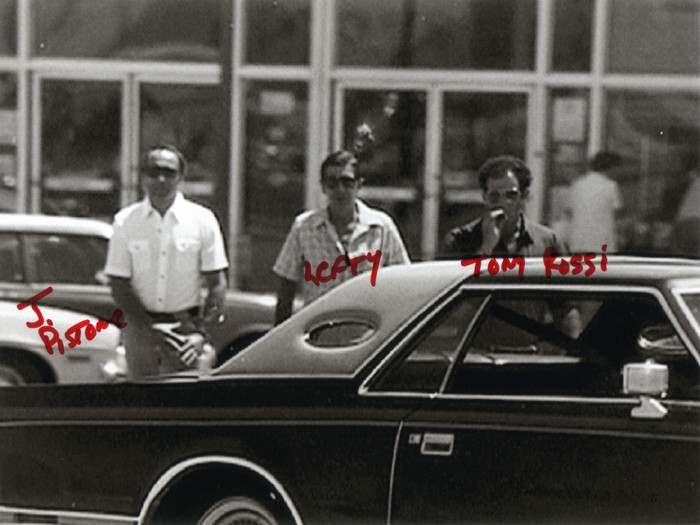
En 1980, une photo de surveillance du FBI, de gauche à droite, Joseph D. Pistone alias "Donnie Brasco", Benjamin "Lefty" Ruggiero et l'agent sous couverture Edgar Robb alias "Toni Rossi"

Pistone devient un associé de l'équipe de Jilly Greca de la famille Colombo. L'équipe de Greca est impliquée dans le vol de camions et de marchandises volées. Du fait que très peu de gens connaissent la réelle identité de Pistone, les enquêteurs du FBI et de la police de New York, le NYPD, voient en Pistone un nouvel associé de la mafia appelé Don Brasco. Plus tard, il intègre la famille Bonanno et devient un proche associé d'Anthony Mirra, Dominick "Sonny Black" Napolitano et Pistone est sous la tutelle du soldat des Bonanno, Benjamin "Lefty Guns" Ruggiero. Sa relation avec ce dernier va permettre à Pistone de rassembler de nombreuses preuves contre différents mafieux. Ruggiero parle à Pistone comme à un membre de la mafia, chose qu'il n'aurait pas fait avec un autre et ce faisant lui révèle son fonctionnement. Ruggiero devient si proche de Pistone qu'il lui dit « qu'il pourrait mourir avec lui ».
Pistone devient le gérant d'une affaire très rentable à Holiday en Floride, quand il ouvre le King's Court Bottle Club. En Floride, Pistone travaille avec un autre agent du FBI sous-couverture, Edgar Robb alias "Toni Rossi". Pistone prévient ses supérieurs qu'il pourrait devenir « un affranchi » s'il assassine le caporegime Philip Giaccone en décembre 1981. L'assassinat est annulé mais Pistone est de nouveau contacté pour assassiner le fils d'Alphonse "Sonny Red" Indelicato, Anthony "Bruno" Indelicato, qui n'était pas venu à une réunion où Indelicato, Giaccone et Dominick Trinchera ont été tués.
L'enquête de Pistone prend fin après six ans d'infiltration. Pistone, quant à lui, voulait continuer au moins jusqu'à devenir affranchi, il pensait que Napolitano mentait lorsqu'il lui disait qu'il devait participer à un assassinat ordonné par la mafia pour prouver sa loyauté. Ce faisant, le FBI aurait pu humilier la mafia comme jamais il ne l'avait fait auparavant en réussissant l'exploit d'avoir infiltré un agent dans leur rang. Cependant, les supérieurs de Pistone décident de stopper l'opération le 26 juillet 1981, pensant que cela devenait trop dangereux. Après le départ de Pistone, les agents du FBI, Doug Fencl, Jim Kinne et Jerry Loar informent Napolitano et Ruggiero que leur associé habituel était un agent du FBI.

## Conséquence de l'enquête
Peu de temps après, Napolitano est assassiné pour avoir laissé un agent du FBI infiltrer la famille, il est abattu et ses mains sont coupées. Anthony Mirra, qui est à l'origine de l'entrée de Donnie Brasco dans la famille, est également assassiné. Ruggiero devait peut-être lui aussi être assassiné, mais le FBI préfère l'arrêter avant qu'il ne se rende à une réunion où il allait vraisemblablement être tué. La petite amie de Napolitano, Judy, contacte Pistone et lui dit « Donnie, j'ai toujours su que tu n'étais pas fait pour ce monde parce que tu te comportais différemment, tu avais un air intelligent. Tu sais ? Je savais que tu étais beaucoup plus qu'un simple voleur. Tu étais un bon ami à Sonny et à moi. Sonny n'avait aucun sentiment de haine envers toi ». Il est vrai que même lorsque Napolitano a su que Pistone était un agent infiltré, il n'exprima aucune rancune envers lui, allant jusqu'à dire « J'adorais ce gamin ».
La Mafia met un contrat de 500 000 $ sur Pistone et la famille Bonanno est éjectée de la Commission. Les agents du FBI rendent visite aux chefs de la mafia et leur disent d'annuler le contrat. Les preuves collectées par Pistone ont mené à plus de 200 mises en examen et plus de 100 condamnations de membres de la Mafia. Si l'infiltration de Donnie Brasco a presque détruit la famille Bonanno, cela peut être interprété a posteriori comme une chance : lorsque le procès de la Commission mènera à l'incarcération des principaux chefs des quatre familles restantes, la famille Bonanno sera la seule à ne pas voir son staff de commandement décimé, parce qu'elle a été éjectée de la Commission. Cela aura pour conséquence de renforcer sa position sur la scène du crime organisé new-yorkais et de retrouver un statut à peu près égal à celui de la Famille Gambino. Le parrain qui mène la famille à la résurgence, Joseph Massino, sera condamné en 2004 pour avoir ordonné l'assassinat de Napolitano, parce qu'il avait autorisé l'entrée de Pistone dans la famille.
Pistone voyage encore déguisé, sous une fausse identité et a un permis de port d'armes. Il ne met jamais les pieds dans des endroits à forte densité mafieuse. Cependant, dans son livre Unfinished Business, il dit qu'il est parti à New York travailler comme consultant sur le film Donnie Brasco et mentionne que des gens l'ont reconnu. Pistone continue d'écrire et de travailler comme consultant pour les polices du monde entier, comme Scotland Yard, et continue à témoigner devant le Sénat des États-Unis comme expert du crime organisé.
En septembre 2012, il est appelé à témoigner au  Québec devant la "commission Charbonneau", commission d’enquête sur l’octroi et la gestion des contrats publics dans l’industrie de la construction, créée le 9 novembre 2011. Cette commission a pour but d'enquêter sur de possibles "rackets " au profit de groupes criminels liés à la Mafia Canadienne (elle-même liée à une ou plusieurs des familles de New-York) et à des ramifications dans le monde syndical. Elle continue ses auditions début 2014 et a ouvert un site officiel pour que le public puisse suivre ses travaux.

## Dans la culture
- Assisté de Richard Woodley, Pistone a écrit son autobiographie, Donnie Brasco: My Undercover Life in the Mafia, parue en 1988.
- Le livre a servi de base pour le film Donnie Brasco (1997), avec Johnny Depp dans le rôle de Pistone.
- Joseph Pistone est une chanson du rappeur C.O.R sortie en 2020.